# Björnes magasin

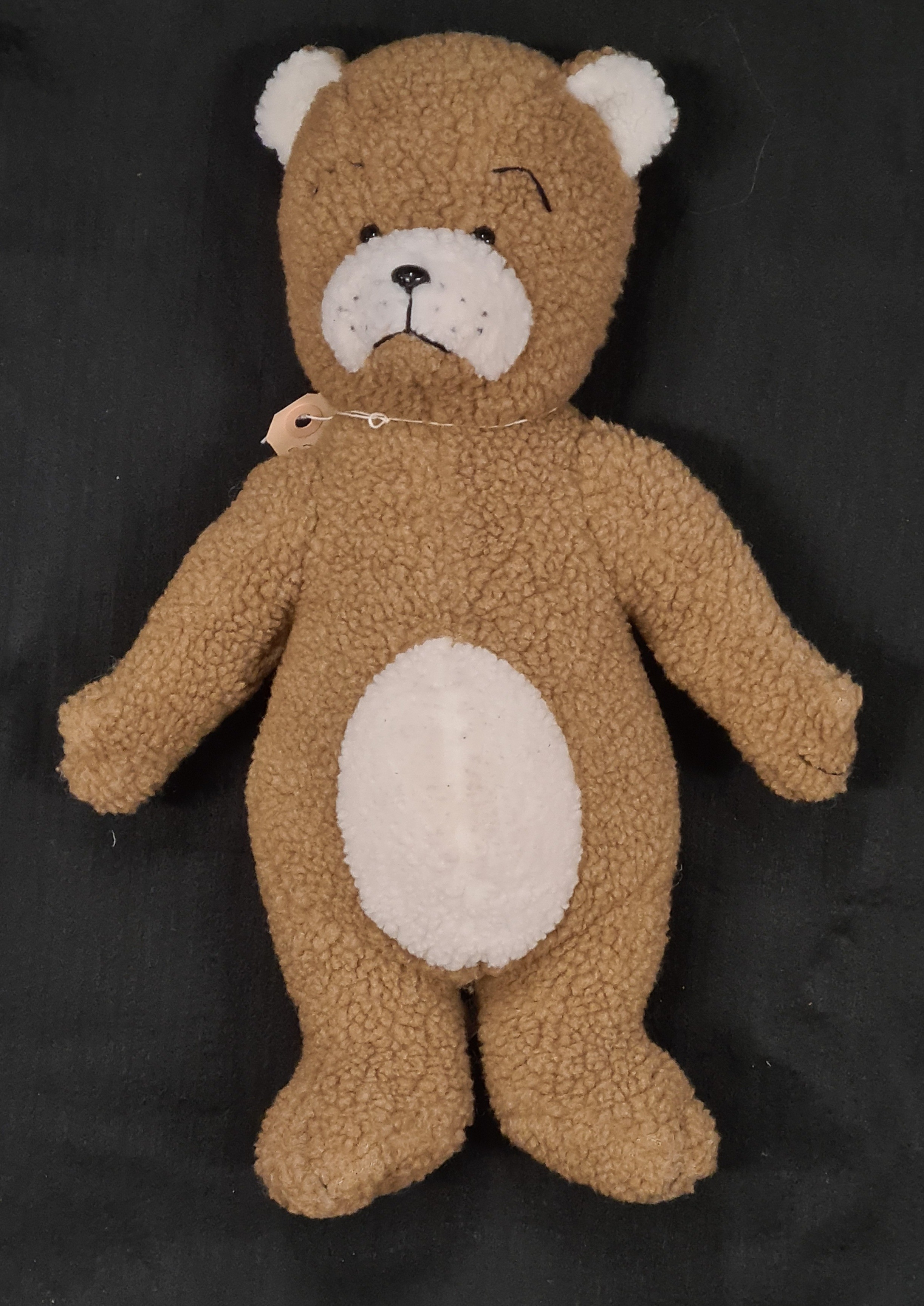
E oso de peluche Björne.

Björnes magasin ("Magacín de Björne") fue un programa de televisión para niños sueco de Anita Bäckström y Kerstin Hedberg, transmitido por Sveriges Television (SVT) entre 1987 y 2004.
El programa trata sobre el oso de peluche Björne, que es interpretado por Jörgen Lantz (1987–2001) y Pontus Gustafsson (2002–2004). Entre los actores que han participado como "visitantes" de Björne se incluyen Robert Gustafsson, Anders Lundin, Eva Funck, Carl-Einar Häckner, Anders Linder, Vanna Rosenberg y Johan Ulveson. Björne y su visitante ven una película.
En 2006 Björnes magasin y Hjärnkontoret fue votado como el segundo mejor programa de televisión para niños en Folktoppen (el primero fue Fem myror är fler än fyra elefanter).